# Raoul de Grosparmy
Raoul de Grosparmy, né en 1202 à Périers (diocèse de Coutances) et mort en 1270 à Tunis, est un homme d’Église français.

## Biographie
Issu des seigneurs de Beuzeville et de Flers, et parfois désigné Raoul de Chevrières ou de Chevriers par confusion avec son successeur médiat Raoul de Chevry, sachant que ce dernier n'a jamais été cardinal-évêque d'Albane ,.
Le doute permis entre les communes de naissance possibles Périers (Manche) ou Périers-sur-le-Dan (Calvados)  est levé en considération des mentions accolées Coutances et Périers dans les Relations de la cour pontificale d'Urbain IV (1261-1264) avec le diocèse de Coutances.
Il fut successivement chanoine de la cathédrale de Bayeux, trésorier de Saint-Frambourg de Senlis, gardien de Saint Fursy de Péronne, doyen de Saint-Martin de Tours, garde des sceaux en 1253 sous Louis IX, en 1253, 1258 et 1260.
Après la mort de Jean de La Cour d'Aubergenville le 1er juin 1256, l'évêché d'Évreux va connaître une vacance de son siège. Dès le 6 juin, le chapitre sollicite le roi pour procéder à l'élection d'un nouvel évêque. Le chapitre n'arrive pas à se mettre d'accord et élisent Raoul d'Aubusson, chanoine d'Évreux et Raoul de Grosparmy, chanoine de Bayeux. Les affaires courantes sont gérées par le chanoine Jean de Meulan et le trésorier Roger du Val. Le Saint-Siège décide finalement le 17 juin 1259 en faveur de Raoul.
Le roi Louis IX (le futur saint Louis) accompagné de son fils est présent lors de son sacre dans l'église Saint-Taurin le 19 octobre 1259 par Eudes Rigaud, archevêque de Rouen, assisté de Fulco d'Astin, évêque de Lisieux, Jean d'Essay, évêque de Coutances et Thomas d'Aunou, évêque de Sées, en présence de l'archevêque de Reims, de l'évêque d'Orléans et de Simon de Montfort, comte de Leicester. Il résigne en 1263. 
Il est ambassadeur de France auprès du pape en 1260. Le 17 décembre 1261, le pape Urbain IV le créa cardinal d'Albane lors du consistoire tenu à Viterbe. Son départ entraîne la vacance du siège épiscopal. Il participe à l'élection papale de 1264/1265 qui élit pape Clément IV. Il est légat en Sicile en 1265. 
Il est présent en 1269 à Caen comme légat pour régler le conflit entre Jean d'Essey, évêque de Coutances et le chapitre cathédral.
En 1270, il est nommé légat apostolique. Il accompagne Louis IX dans la huitième croisade et meurt de la peste aux portes de Tunis le 10 août 1270 .

## Armoiries
Raoul de Grosparmy portait : « de gueules à deux lamelles d'or surmonté d'un lion léopardé d'argent, herminé en chef. »